# Servizio ferroviario suburbano

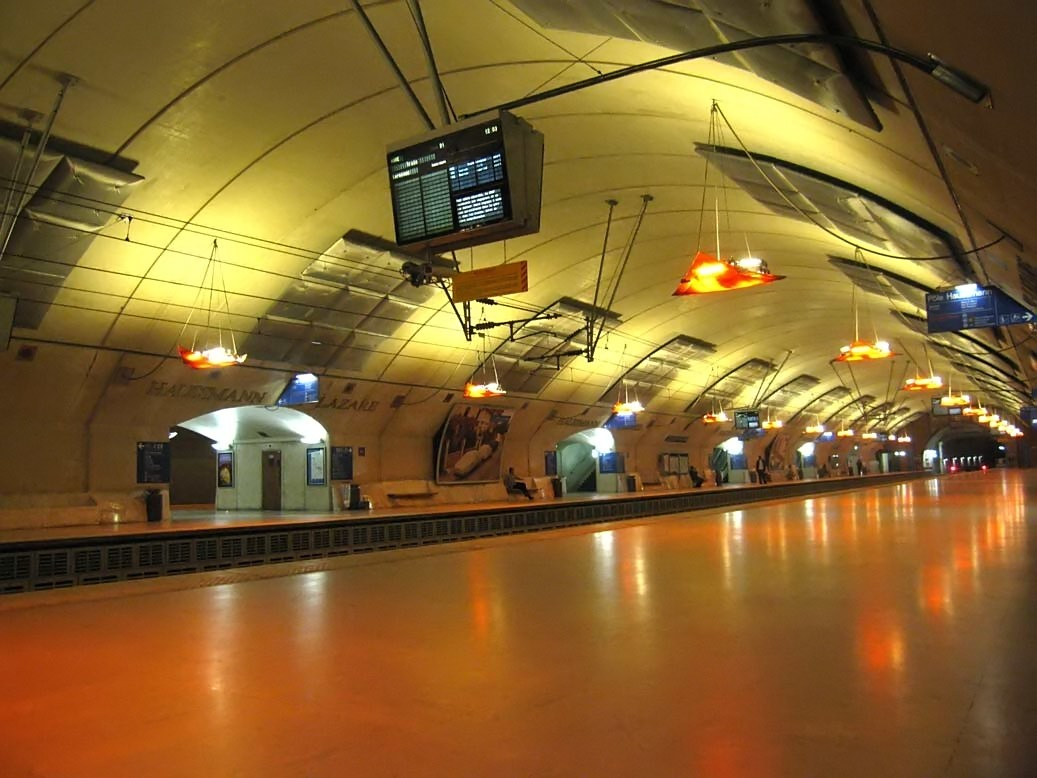
Parigi stazione Haussmann del servizio RER di Parigi.

Il servizio ferroviario suburbano, metropolitano, o urbano è una tipologia di trasporto che utilizza linee ferroviarie (ad esempio i cosiddetti passanti) per l'inoltro dei convogli allo scopo di garantire un rapido spostamento di massa delle persone nelle città molto estese o frazionate in quartieri distanti fra loro o tra esse e i centri urbani di una conurbazione.
In Svizzera questi servizi sono indicati come "linee celeri" o "reti celeri".
Nei Paesi di lingua tedesca, ove questi sistemi si sono diffusi inizialmente, sono indicati come "S-Bahn" (derivata da Stadtschnellbahn o ferrovia veloce urbana), definizione ricavata da quella di metropolitana.
L'uso della lettera S per indicare i servizi ferroviari metropolitani e suburbani ha conosciuto un notevole successo, tanto da diffondersi anche in altri paesi (Train S/S-Trein di Bruxelles, S-tog di Copenaghen, Linee S di Milano, Esko di Praga): in questi casi le linee suburbane sono contrassegnate da un numero preceduto dalla lettera S, ottenendo combinazioni del tipo S1, S2, ecc.

## Caratteristiche

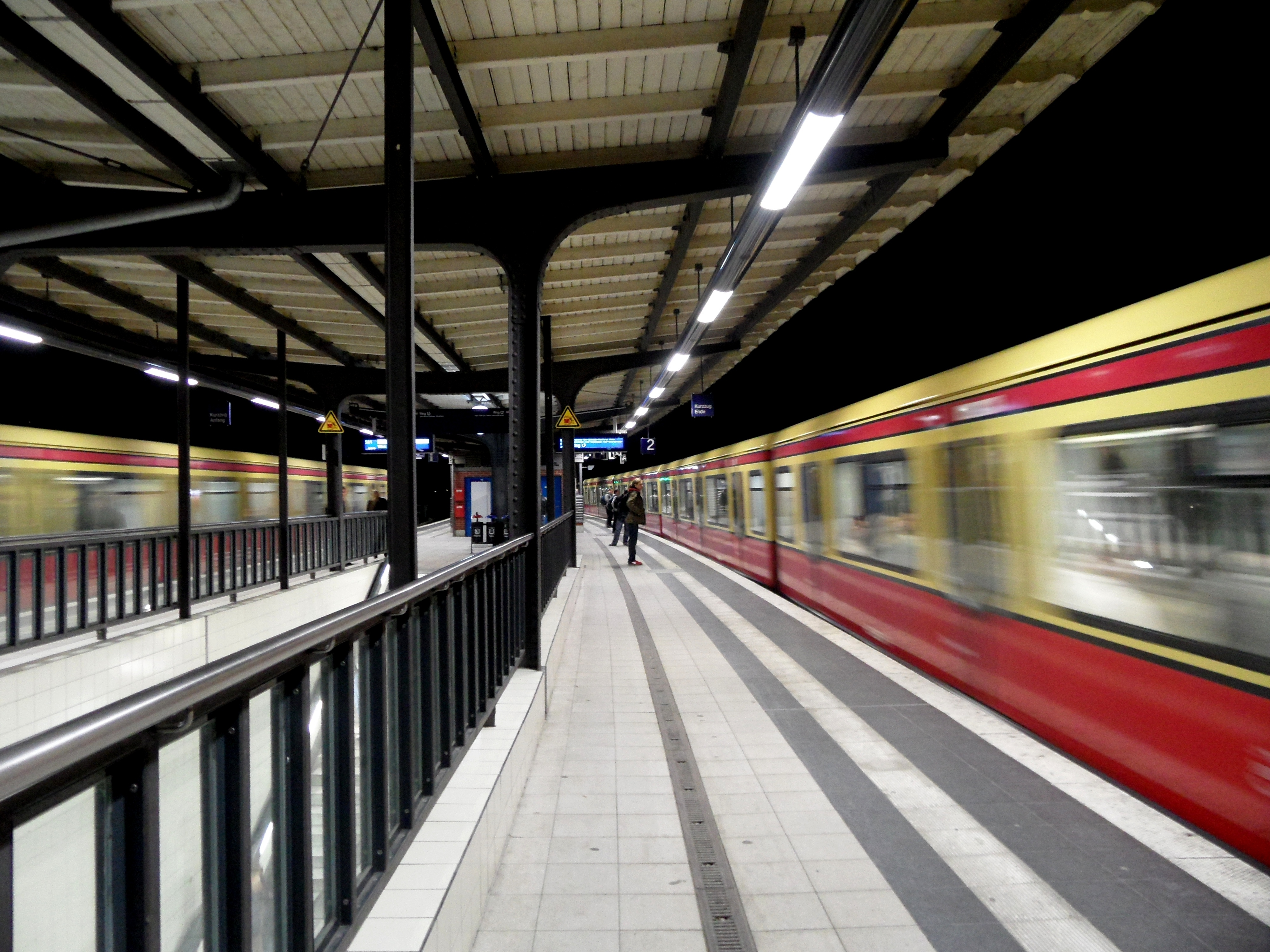
S-Bahn di Berlino, linee S41 e S42.

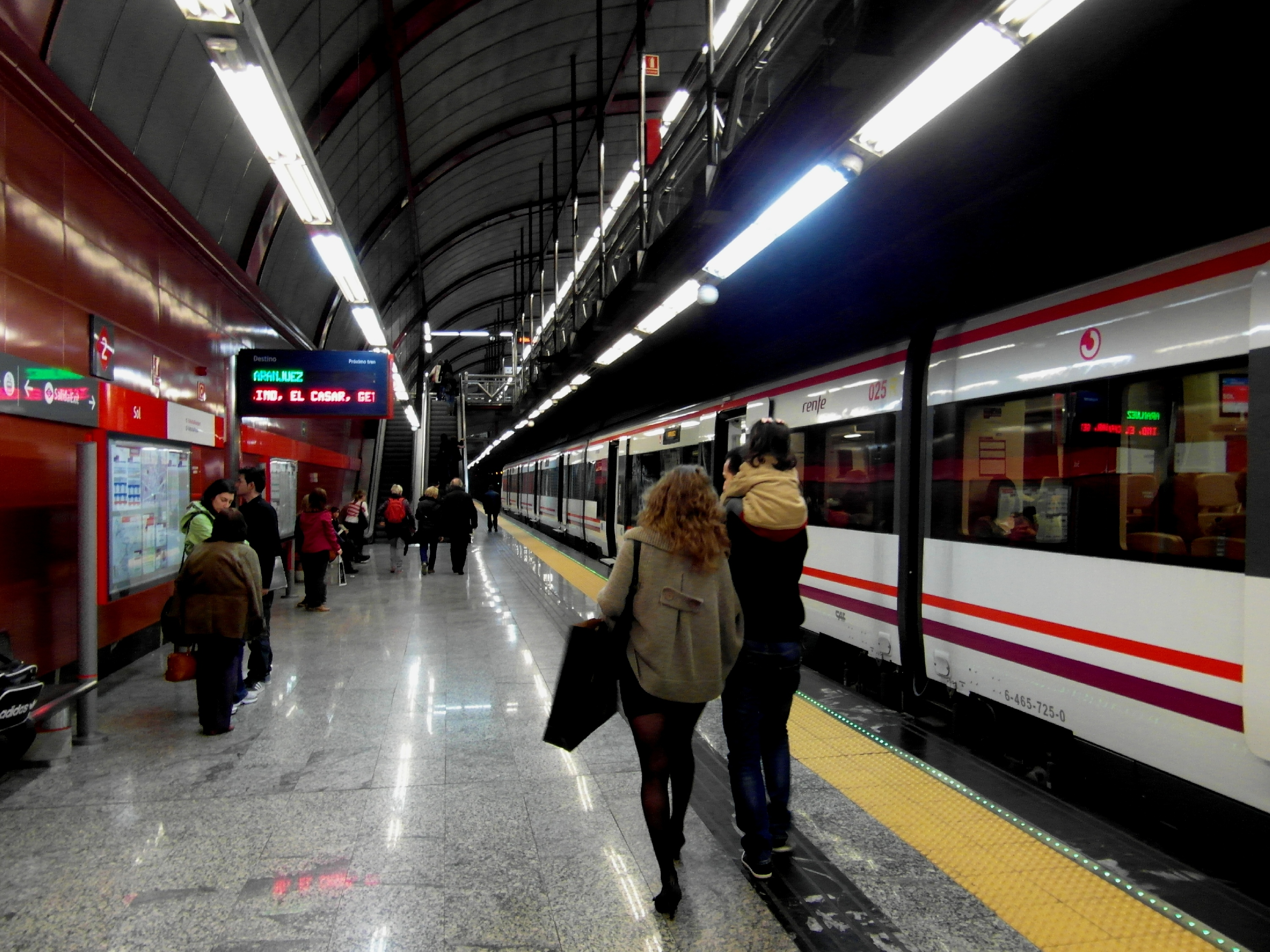
Stazione di Sol del Cercanias di Madrid

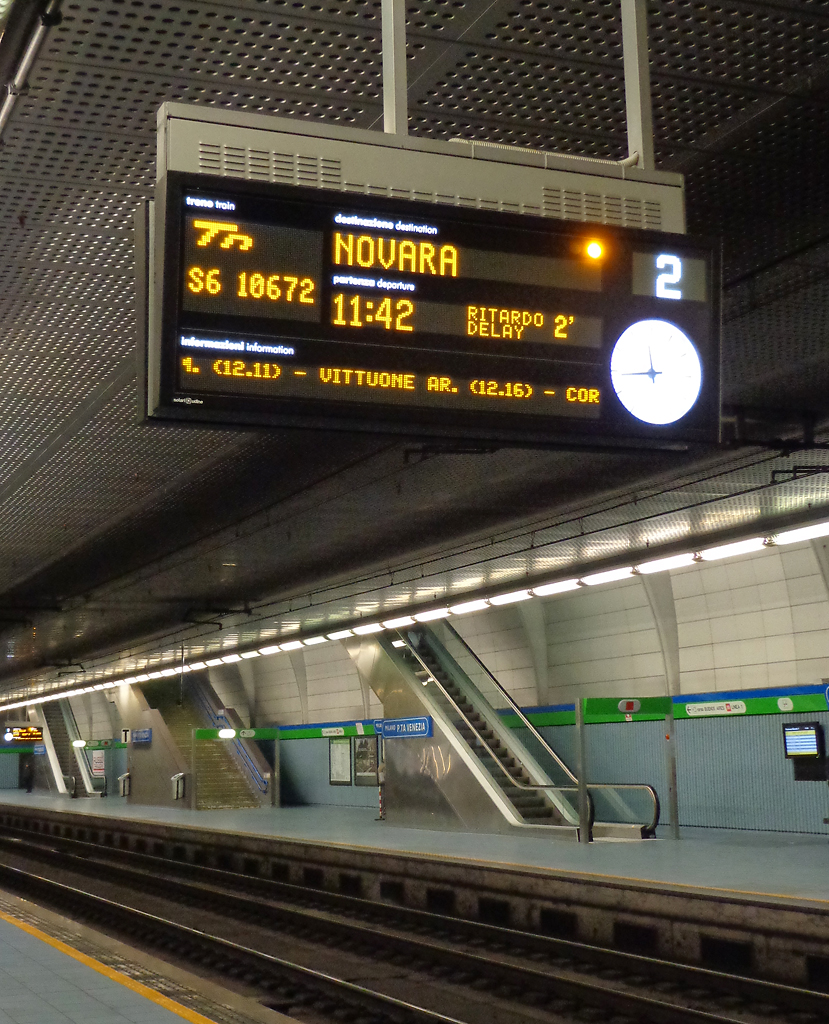
Stazione di Milano Porta Venezia del servizio ferroviario suburbano di Milano.

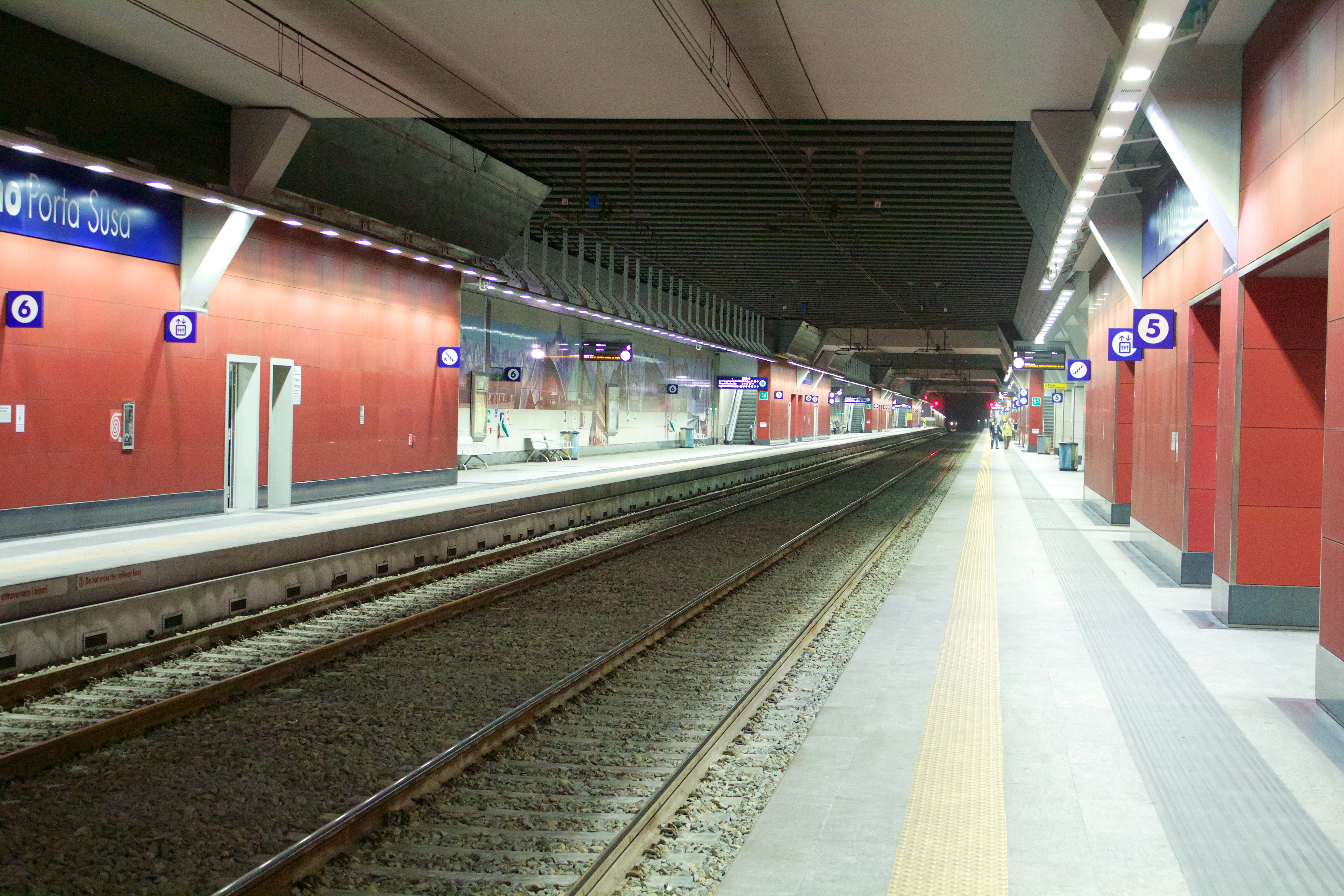
Stazione di Torino Porta Susa, principale snodo del servizio ferroviario metropolitano di Torino.

A distinguere un servizio ferroviario suburbano o urbano o metropolitano da un servizio ferroviario regionale o da una metropolitana classica è il fatto di avere le caratteristiche di un servizio ferroviario regionale e frequenze alte. Il bacino di utenza è generalmente l'area metropolitana delle città molto estese.
Inoltre i convogli che effettuano il servizio suburbano o metropolitano devono avere tra i punti di forza l'accelerazione e la facile accessibilità piuttosto che la velocità massima.
Le infrastrutture utilizzate dai servizi ferroviari suburbani possono essere utilizzate anche da altri tipi di traffici (treni merci, treni regionali, lunga percorrenza) al contrario delle infrastrutture utilizzate dalle metropolitane classiche le quali sono sempre isolate da qualsiasi altra rete ferroviaria.
In Italia le infrastrutture metropolitane sono omologate dall'USTIF (Uffici speciale per i trasporti a impianti fissi). mentre le infrastrutture dove vengono effettuati i servizi ferroviari metropolitani, urbani o suburbani sono omologati dall'ANSF (Agenzia Nazionale per la Sicurezza Ferroviaria) o sempre dall'USTIF se ferrovie ex concesse.
Frequenza, costo e tempo di percorrenza variano in base alla distanza ed estensione della rete, la quale serve a collegare le zone più distanti di una vasta area metropolitana in modo rapido e semplice: da notare che un servizio ferroviario suburbano collega solo aree relativamente vicine, altrimenti diverrebbe treno a carattere regionale. Le corse che effettuano servizio suburbano su una linea ferroviaria generalmente effettuano tutte le fermate. Sulle medesime linee possono circolare anche treni che effettuano altri tipi di servizi ferroviari, come ad esempio quello regionale, ma non effettuano tutte le fermate.
Le grandi e vaste metropoli adottano spesso questa soluzione anche per il trasporto di massa fra quartieri distanti dal centro.
Generalmente ogni città adotta un simbolo specifico e identifica le linee con un numero. Le linee suburbane vengono generalmente segnalate nelle mappe del trasporto pubblico della città integrandosi perfettamente. I servizi ferroviari suburbani sono poi integrati anche dal punto di vista tariffario con gli altri mezzi di trasporto pubblico: su gomma, tram, metropolitane.
Ogni città gestisce i propri servizi con caratteristiche differenti a seconda delle esigenze di trasporto, alcuni esempi di tale servizio (o simili) sono: la RER parigina, la Overground londinese, le Cercanías spagnole, le S-Bahn delle città tedesche, austriache e svizzere o la HÉV, sistema ferroviario di trasporto suburbano di Budapest.
Nelle reti più vecchie, sorte in genere nei primi decenni del XX secolo (Berlino, Amburgo, Copenaghen), la filosofia che ha guidato la progettazione e la realizzazione è sostanzialmente simile a quella che ha portato alla costruzione e all'esercizio delle metropolitane: linee dedicate, materiale rotabile a sagoma ridotta, sistema di alimentazione a terza rotaia, segnalamento non conforme a quello della rete nazionale.
I sistemi S-Bahn di recente costruzione utilizzano le linee e gli impianti (stazioni, fermate e a volte depositi) in comune con il traffico tradizionale su rotaia a media-lunga percorrenza: nelle penetrazioni urbane e, in generale, nei punti ad alta intensità di traffico eterogeneo, si preferisce separare le correnti di traffico, portando i convogli S-Bahn su linee completamente dedicate, talvolta sotterranee (passanti ferroviari).

## Storia

### I primi esempi
Il primo servizio ferroviario antesignano delle moderne S-Bahn fu istituito a Berlino, dove la Stadtbahn (la ferrovia est-ovest) fu aperta nel 1882 già con quattro binari, due dedicati al traffico a lunga percorrenza, due al traffico urbano e suburbano. Anche la Ringbahn (ferrovia circolare) fu ampliata dopo pochi anni a 4 binari.
Nel 1891 fu istituito uno speciale regime tariffario urbano separato da quello delle ferrovie nazionali.
Ad Amburgo fu istituito un servizio ferroviario urbano nel 1906, elettrificato già nel 1907.
Nel 1924 iniziò anche l'elettrificazione della rete berlinese.

### La dicituraS-Bahn
La dicitura S-Bahn, introdotta a Berlino nel 1930, intendeva evidentemente ricordare i sistemi di metropolitana classica, detti in tedesco U-Bahn.
La forma estesa del nome S-Bahn ("Stadtschnellbahn" o "ferrovia veloce urbana") non fu mai utilizzata. Nei primi anni, accanto ad S-Bahn, veniva però utilizzata anche la dicitura SS-Bahn.
Nel 1934 anche il servizio ferroviario urbano di Amburgo prese la dicitura S-Bahn.
Sempre nel 1934 fu attivata la nuova rete di Copenaghen, che fu battezzata S-tog (abbreviazione di "Stiv køreplan-Tog" o "collegamento ferroviario cadenzato"), nome evidentemente ispirato dalle S-Bahn.

### Sviluppi nel dopoguerra
A partire dagli anni sessanta furono istituite, sia in Germania Ovest che in Germania Est, numerose nuove reti di S-Bahn. A differenza delle due reti primigenie, tecnicamente separate dalla rete nazionale, le nuove reti furono separate dalla rete nazionale solo nelle tratte più centrali e trafficate.
In alcune reti occidentali (Francoforte sul Meno, Monaco di Baviera, Stoccarda) furono costruite nuove tratte centrali in galleria, per evitare l'attestamento nelle stazioni centrali di testa; nelle reti orientali ci si limitò ad istituire dei collegamenti più frequenti e dalle fermate più ravvicinate sulle linee esistenti.
Negli anni sessanta fu aperta anche la S-Bahn di Vienna, ottenuta dalla trasformazione delle vecchie ferrovie urbane (Stadtbahn), in parte trasformate però in metropolitane classiche.

### I servizi suburbani oggi
Negli ultimi anni altre città nel mondo hanno aperto reti S-Bahn, spesso ottenute dal potenziamento dei treni regionali.
In alcuni casi (Basilea, Friburgo in Brisgovia) sono state istituite reti "Regio-S-Bahn" che operano su una regione più ampia rispetto alle classiche S-Bahn; in altre realtà (Karlsruhe, Chemnitz) i servizi ferroviari suburbani sono eserciti con sistemi di tram-treno, percorrendo le tratte tramviarie centrali e quelle ferroviarie suburbane.
Lo sviluppo delle reti suburbane, unito al potenziamento delle reti tramviarie trasformate in metropolitane leggere (Stadtbahn o U-Stadtbahn), ha permesso a molte città di evitare la costruzione di costose metropolitane classiche.
L'attivazione delle linee suburbane ha spesso influenzato lo sviluppo urbanistico delle città, portando alla formazione di quartieri satellite comodamente collegati ai centri cittadini.

## Intermodalità
I servizi ferroviari suburbani favoriscono generalmente il trasporto intermodale, per esempio auto+treno (con parcheggi di interscambio alle stazioni, specialmente esterne all'area urbana centrale) e treno+bici (sia con trasporto a bordo che con parcheggi dedicati o ciclostazioni). L'intermodalità svolge l'essenziale ruolo di portare il trasporto su ferro vicino allo schema "da porta a porta" tipico dell'automobile, innalzandone la competitività e permettendo di disincentivare l'uso del mezzo privato a motore. L'intermodalità si applica anche ad altri trasporti pubblici (es. tranvie, metropolitane, bus) ma trova nelle S-Bahn e sistemi simili (es. le RER a Parigi, l'S-tog a Copenaghen ecc.) la sua massima realizzazione, proprio per il raggio che generalmente copre l'intera area vasta metropolitana.

## Loghi
In numerose aree metropolitane si è ritenuto necessario associare un marchio a questo tipo di servizi, in maniera analoga a quanto già consolidato per le metropolitane, così da associare agli stessi un'immediata riconoscibilità.
Nelle aree di lingua tedesca la naturale lettera da associare a questo tipo di servizio è la S.

Logo delle S-Bahn tedesche
Logo delle S-Bahn austriache (esclusa Salisburgo)
Logo della S-Bahn di Salisburgo
Logo della S-Bahn di Berna

Non essendo oggetto di specifiche norme armonizzate di riferimento, ciascuna comunità ha adottato propri nomi e loghi associati ai servizi, che risultano a volte differenti rispetto a quelli utilizzati nelle aree di lingua tedesca.
In Italia sono utilizzate una serie di nomi e allocuzioni che variano da regione a regione, spesso utilizzando il medesimo logo delle metropolitane nonostante tali servizi non risultino omologati come tali; nell'area di Milano i servizi affini alle S-Bahn sono definiti "Linee S", a Torino il servizio è nominato come SFM (Servizio ferroviario metropolitano).

Logo delle "Linee S" di Milano
Logo delle 8 linee SFM di Torino
Logo del servizio ferroviario metropolitano di Bologna

Nelle aree di lingua francese l'equivalente delle S-Bahn sono chiamate RER (Réseau Express Régional) la più celebre delle quali è quella di Parigi. Il nome utilizzato in Spagna è Cercanías, ad eccezione della Catalogna ove si è adottato il termine di Rodalies. Ancora, nella Bay Area di San Francisco il sistema di ferrovie suburbane è chiamato con l'acronimo BART.

Logo degli S-tog di Copenaghen
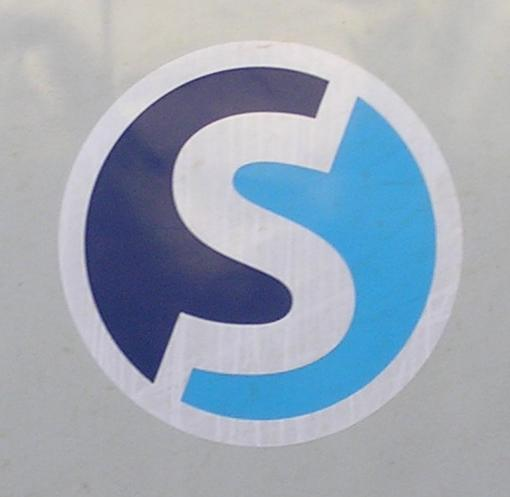
Logo della "Esko" di Praga
Logo della "RER" parigina
Logo delle Cercanias spagnole
Logo delle Rodalies di Barcellona

## Le reti

### Algeria[4]
| Rete                                           | Città servite | Anno di apertura       | Numero di linee |
| ---------------------------------------------- | --- | ---------------------- | --------------- |
| Rete ferroviaria nella periferia di Algeri     | Linea centrale: Algeri, Agha, Belouizdad, Hussein Dey, Caroubier, El Harrach Linea ovest: Algeri, Agha, Belouizdad, Hussein Dey, Caroubier, El Harrach, Djasr Kasentina, Ain Naâdja, Baba Ali, Birtouta, Boufarik, Beni Mered, Blida, Chiffa, Mouzaia, El Affroun Linea est: Algeri, Agha, Belouizdad, Hussein Dey, Caroubier, El Harrach, Oued Smar, Bab Ezzouar, Dar El Beida, Rouiba, Réghaia, Boudouaou, Corso, Boumerdes, Tidjelabine, Thénia Linea sud: Algeri, Agha, Belouizdad, Hussein Dey, Caroubier, El Harrach, Djasr Kasentina, Ain Naâdja, Baba Ali, Birtouta, Douera, Sidi Abdellah, Zeralda Linea Aeroporto: Algeri, Agha, Belouizdad, Hussein Dey, Caroubier, El Harrach, Bab Ezzouar, Dar El Beida (Aeroporto Houari Boumedienne) | 1950, 2000, 2016, 2019 | 5               |
| Rete ferroviaria nella periferia di Orano      | Linea principale: Orano, Hai El Sabah, Garita, Hassi Bounif, Hassi Ameur, Hassi Ben Okba, Gdyel, Hassi Mafsoukh, El Mouhgoun | ?                      | 1               |
| Rete ferroviaria nella periferia di Costantina | Linea est: Costantina, Bekira, Hamma Bouziane, Kef Salah, Didouche Mourad, Zighoud Youcef Linea ovest: Costantina, Chalet des Pins, Sidi Mabrouk, Oued Hamimine, El Khroub, Ouled Rahmoune | ?                      | 2               |
| Rete ferroviaria nella periferia di Annaba     | Linea principale: Annaba, Boukhadra, Sidi Achour, El Bouni, Chaiba, Sidi Amar | ?                      | 1               |

### Austria
| Rete                     | Città servite       | Anno di apertura | Numero di linee       |
| ------------------------ | ------------------- | ---------------- | --------------------- |
| S-Bahn dell'Alta Austria | Linz                | 2016             | 5                     |
| S-Bahn della Carinzia    | Klagenfurt, Villaco | 2010             | 3 (+1 S-Bahn autobus) |
| S-Bahn di Salisburgo     | Salisburgo          | 2004             | 5                     |
| S-Bahn della Stiria      | Graz                | 2007             | 9                     |
| S-Bahn del Tirolo        | Innsbruck           | 2007             | 6                     |
| S-Bahn di Vienna         | Vienna              | 1962             | 10                    |
| S-Bahn del Vorarlberg    | Bregenz             | 2011             | 3                     |

### Germania
| Rete                           | Città servite                                                           | Anno di apertura | Numero di linee    |
| ------------------------------ | ----------------------------------------------------------------------- | ---------------- | ------------------ |
| S-Bahn di Berlino              | Berlino                                                                 | 1930             | 16                 |
| S-Bahn di Amburgo              | Amburgo                                                                 | 1934             | 6                  |
| S-Bahn Reno-Ruhr               | Düsseldorf, Essen, Dortmund, Duisburg, Bochum, Gelsenkirchen, Wuppertal | 1967             | 13                 |
| S-Bahn della Germania Centrale | Lipsia, Halle, Zwickau                                                  | 1969             | 7                  |
| S-Bahn di Rostock              | Rostock                                                                 | 1970             | 3                  |
| S-Bahn di Monaco di Baviera    | Monaco di Baviera                                                       | 1972             | 10                 |
| S-Bahn di Dresda               | Dresda                                                                  | 1973             | 3                  |
| S-Bahn Mittelelbe              | Magdeburgo                                                              | 1974             | 1                  |
| S-Bahn di Karl-Marx-Stadt      | Chemnitz                                                                | 1976             | soppressa nel 1993 |
| S-Bahn di Erfurt               | Erfurt                                                                  | 1976             | soppressa nel 1993 |
| S-Bahn di Stoccarda            | Stoccarda                                                               | 1978             | 7                  |
| S-Bahn Reno-Meno               | Francoforte sul Meno, Magonza, Wiesbaden                                | 1978             | 9                  |
| S-Bahn di Norimberga           | Norimberga                                                              | 1987             | 3                  |
| S-Bahn di Hannover             | Hannover                                                                | 2000             | 6                  |
| S-Bahn Reno-Neckar             | Mannheim, Ludwigshafen, Heidelberg                                      | 2003             | 4                  |
| S-Bahn di Colonia              | Colonia                                                                 | 1975             | 5                  |

La rete S-Bahn in Germania

A queste reti vanno aggiunte alcune reti minori esercite da società private, come la Regio-S-Bahn di Brema/Bassa Sassonia.

### Francia
- RER di Parigi

### Svizzera

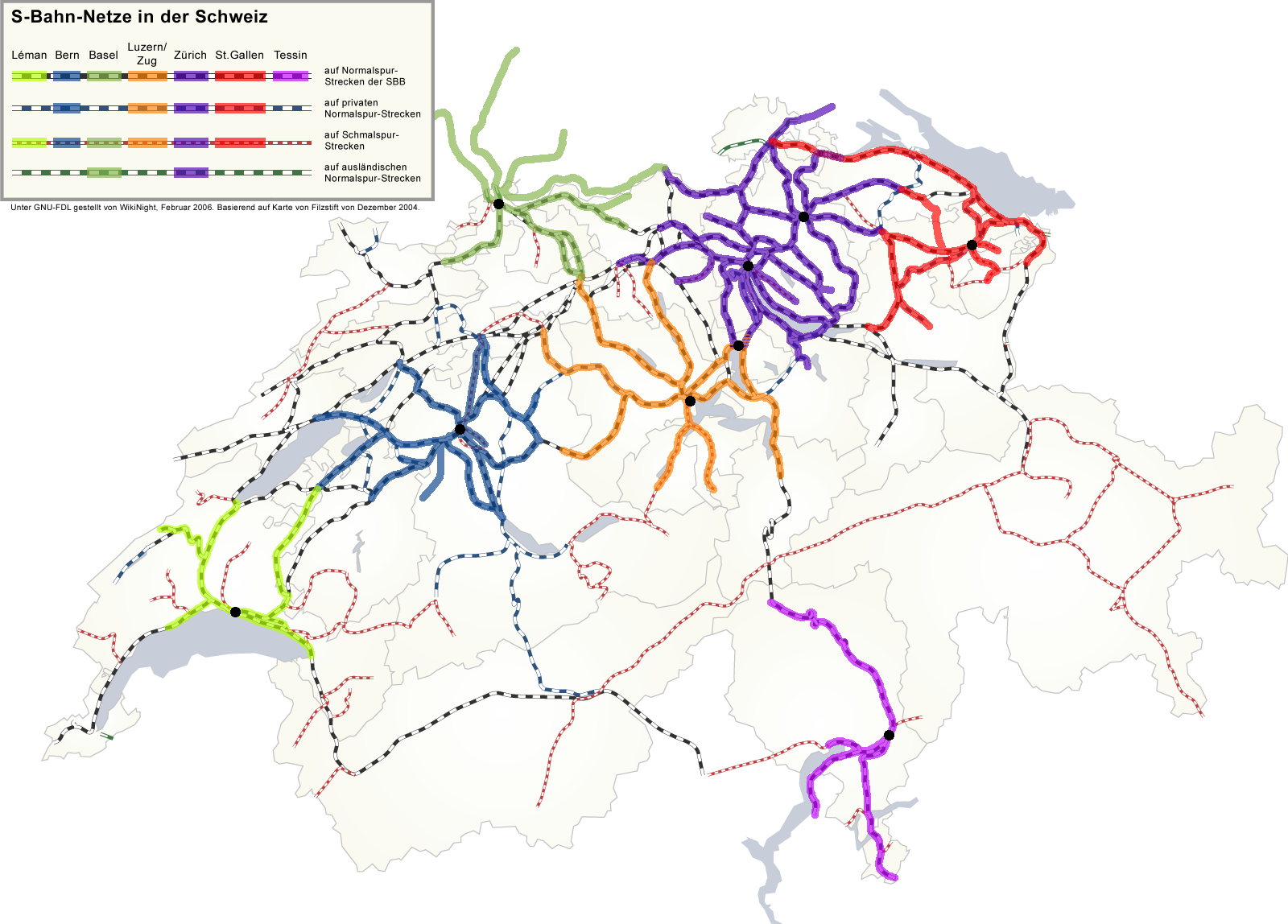
Le reti celeri in Svizzera

| Rete                          | Città servite                            | Anno di apertura | Numero di linee |
| ----------------------------- | ---------------------------------------- | ---------------- | --------------- |
| Rete celere di Basilea        | Basilea                                  | 1997             | 7               |
| Rete celere di Berna          | Berna                                    | 1995             | 13              |
| Rete celere di Coira          | Coira                                    | ?                | 2               |
| Rete celere di Lucerna        | Lucerna                                  | 2004             | 7 (+2)          |
| Rete celere di San Gallo      | San Gallo                                | 2001             | 10              |
| Rete celere del Canton Ticino | Bellinzona, Lugano, Como, Varese, Milano | 2004             | 8               |
| Rete celere del Vaud          | Losanna                                  | 2004             | 7               |
| Ferrovia urbana di Zugo       | Zugo                                     | 2004             | 2               |
| Rete celere di Zurigo         | Zurigo                                   | 1990             | 26              |

### Italia

#### Torino e Milano
In Italia un servizio ferroviario suburbano organico, già da molti anni, è in funzione a Milano e a Torino. Le linee sono identificate dalla sigla S (Milano) o SFM (Torino) seguita da un numero e sono servite da treni con orari cadenzati. La numerazione delle linee appare nelle stazioni, negli annunci vocali, negli orari ufficiali e nei tabelloni. A Torino il logo, il colore di indicazione sulle mappe e il numero della linea sono inoltre riportati sulle fiancate delle carrozze, pertanto ogni linea è dotata del proprio materiale rotabile ad uso esclusivo. Quelli di Milano e Torino sono gli unici servizi di questo tipo in Italia che impiegano sia linee servite anche da altri treni che tratti ferroviari interamente dedicati al servizio suburbano ed in cui i treni sono soggetti alla normale tariffazione regionale ma classificati con la sigla propria del servizio (S o SFM) e non come regionali. Su questi servizi sono attive anche tariffe integrate con i mezzi automobilistici e la metropolitana. Il servizio milanese è composto da 12 linee, quello torinese da 8 linee che si prevede di aumentare a 10 verso la fine del 2023.

Logo SFM Torino
Logo linee S di Milano
La mappa del servizio a Torino
La mappa del servizio a Milano

#### Insubria
La rete celere del Canton Ticino, gestita da TiLo (Treni Regionali Ticino Lombardia), negli anni si è espansa per includere alcune località della regione storica dell'Insubria, nella Lombardia settentrionale. In particolare le sue linee servono località italiane sulla sponda orientale del Lago Maggiore, l'aeroporto di Milano-Malpensa e le città, tra le altre, di Varese, Como, Busto Arsizio e Gallarate.

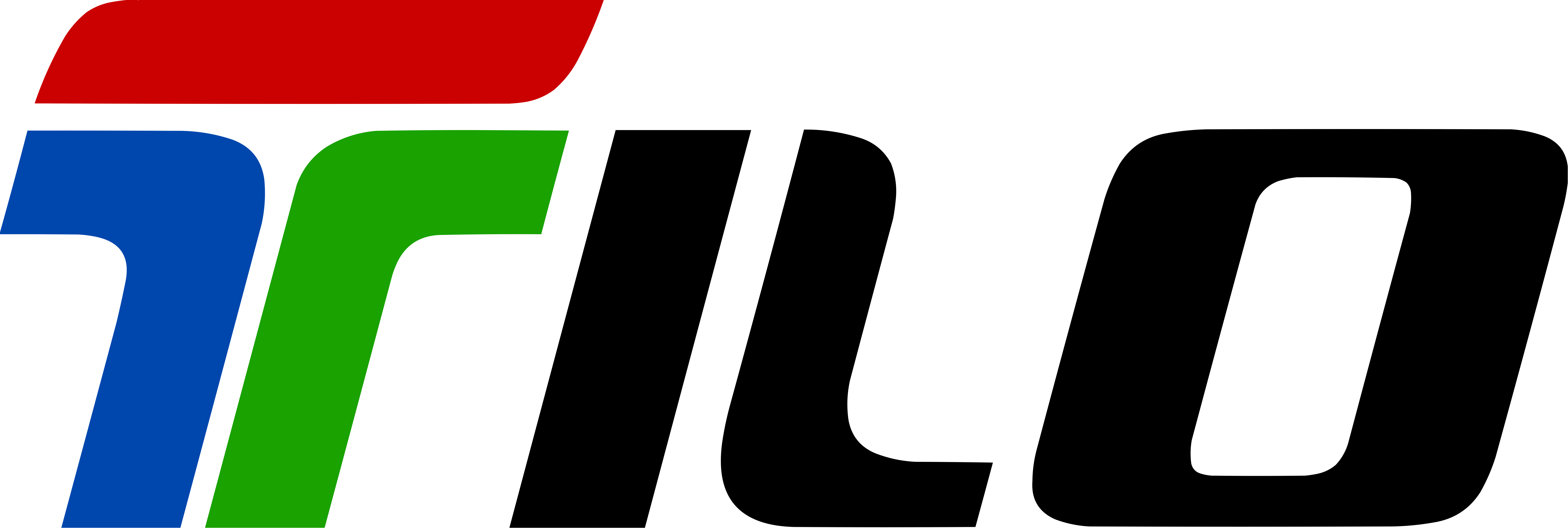
Logo di TILO
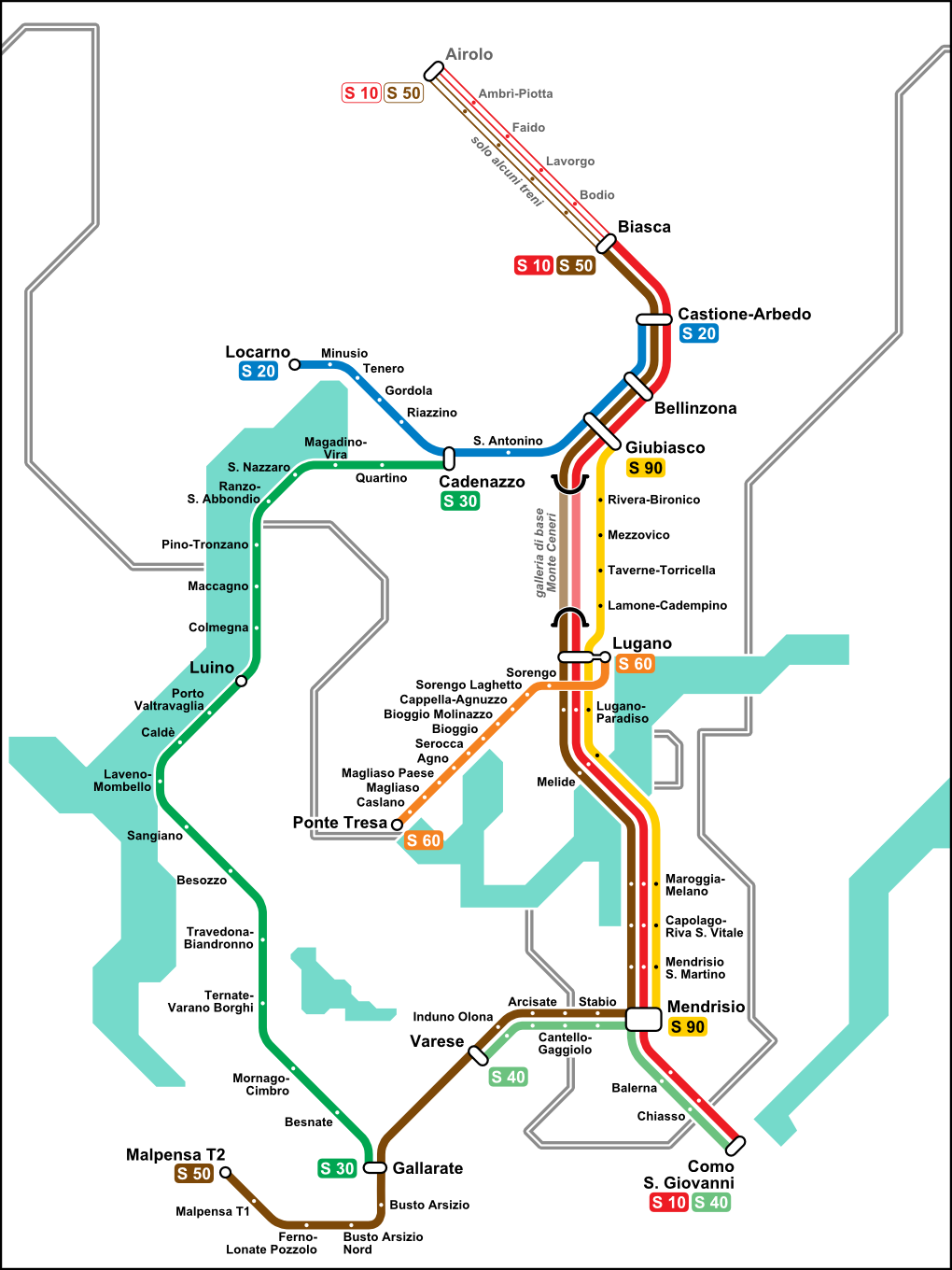
La mappa del servizio

#### Genova
In Liguria, Genova è l'unica città a possedere un servizio ferroviario metropolitano, svolto da treni regionali in parte limitati ad un percorso interno alla città ed in parte attestati in altre località esterne al territorio genovese, treni che tuttavia condividono il tracciato con tutti gli altri treni che servono il capoluogo ligure.

Il servizio attivo a Genova

#### Bologna
In Emilia-Romagna un servizio ferroviario metropolitano si trova a Bologna; è composto attualmente (2023) di 8 linee, tutte con capolinea a Bologna Centrale. Manca ancora un cadenzamento completo; al giugno 2013 sono terminati il 90% dei lavori infrastrutturali e sono attivi il 70% dei servizi previsti nell'assetto base.

Logo SFM Bologna
La mappa del servizio a Bologna

#### Perugia
In Umbria, la città di Perugia possiede un servizio ferroviario metropolitano operato sulla Ferrovia Centrale Umbra, nella diramazione tra Perugia Sant'Anna e Perugia Ponte San Giovanni.
Il 26 febbraio 2017 servizio è stato sospeso per consentire lavori di ammodernamento, elettrificazione e raddoppio che si sono conclusi nel settembre 2022 con la riattivazione del servizio.

#### Roma
Roma possiede un servizio ferroviario suburbano con 8 linee identificate dalla sigla FL seguita da un numero, gestite da Trenitalia. Tuttavia le linee sono servite da orari solo parzialmente cadenzati e la numerazione delle linee è inorganica in quanto compare solo nella segnaletica di alcune stazioni; inoltre la categoria di servizio non è S, bensì R (regionale). Sono attive tariffe integrate con tutti i mezzi pubblici ATAC di Roma.
Oltre alle FL, esistono anche tre ferrovie ex concesse che offrono un servizio di tipo suburbano: la Roma-Centocelle, la Roma-Lido e la Roma Nord.

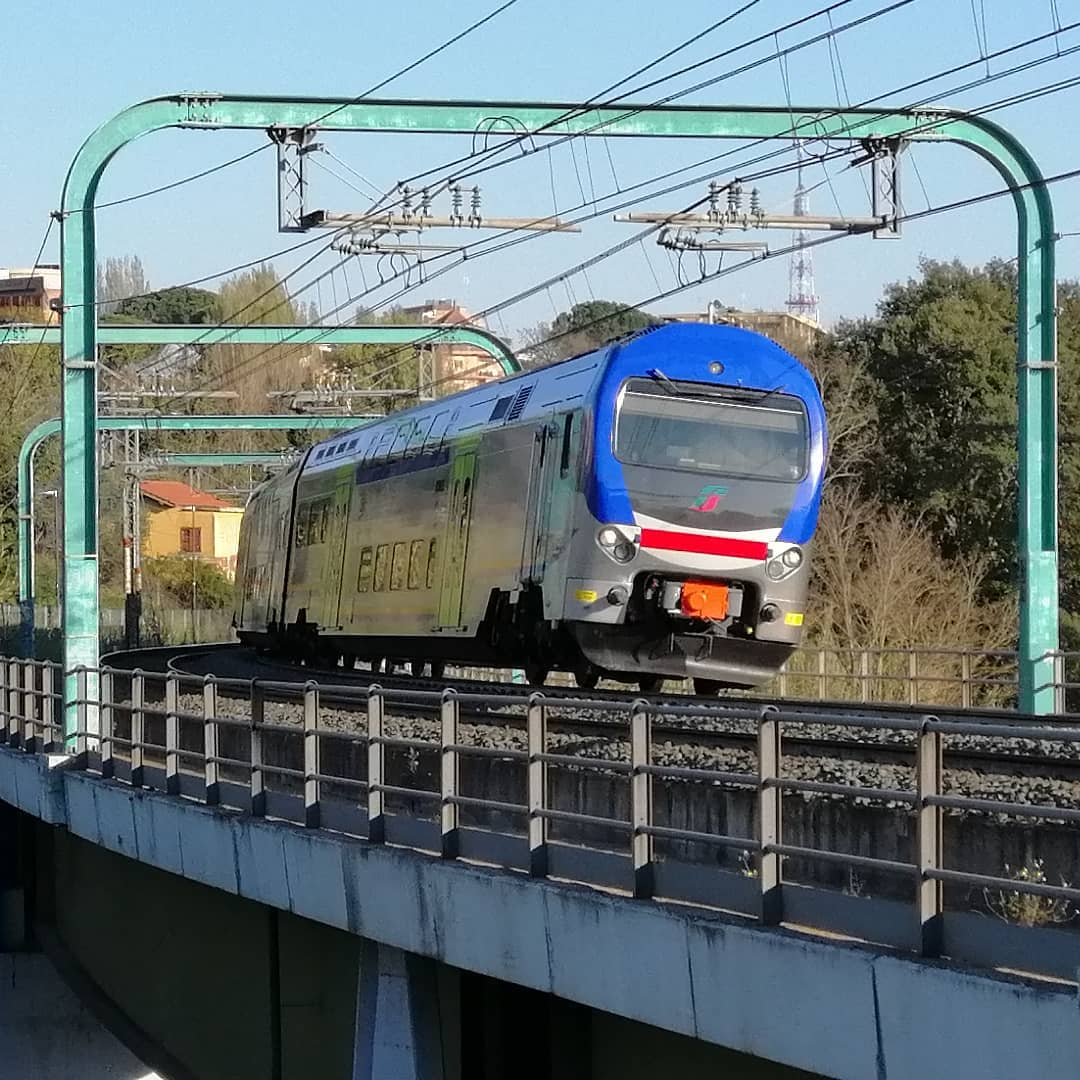
Un treno TAF della linea FL3 in entrata alla stazione Gemelli
La mappa del servizio a Roma

#### Campania
In Campania sono due le città nelle quali troviamo un sistema ferroviario metropolitano.
- Napoli, dove sono 2 le aziende (Trenitalia e EAV) che effettuano un servizio ferroviario metropolitano. In tutte le linee è attivo l'orario cadenzato e le corse sono frequenti. Le linee sono segnalate nelle mappe del trasporto pubblico ed è in vigore l'integrazione tariffaria tra tutti i mezzi pubblici, coordinata dal consorzio UnicoCampania. La categoria di servizio assegnata alle corse della linea 2 è quella di treno metropolitano (M) e le sue fermate sono dotate di paline con il logo . In aggiunta alla linea 2 operata da Trenitalia, esistono altre 7 linee gestite da EAV.
- Salerno, dove viene svolto un servizio su una linea lunga 6 km. Le fermate sono dotate di paline con la sigla . È in vigore l'integrazione tariffaria tra tutti i mezzi pubblici, coordinata dal consorzio UnicoCampania.

Il servizio della linea 2 di Napoli
Mappa del servizio attivo a Salerno

#### Bari
Bari è dotata di due linee gestite dalla Ferrotramviaria, che effettuano un servizio metropolitano identificato dalle sigle FM1 e FM2.
In aggiunta, Trenitalia offre un altro servizio metropolitano catalogato come relazione metropolitana M85. Le fermate sono dotate di paline con la sigla M su sfondo rosso.

Il servizio della Ferrotramviaria
Il servizio di Trenitalia

#### Basilicata
Anche le città di Potenza e Matera possiedono questo tipo di servizio, esercitato lungo le linee a scartamento ridotto dalle FAL, sia sul tratto Potenza - Avigliano Lucania - Avigliano Città della ferrovia Altamura-Avigliano-Potenza, sia sul tratto Matera - Altamura della ferrovia Bari-Matera.
In entrambi i capoluoghi lucani vengono espletati 34 collegamenti giornalieri di andata e ritorno, di cui 16 in ambito urbano e 18 che proseguono rispettivamente fino ad Avigliano ed Altamura.
I collegamenti urbani sono stati aggiunti con l'entrata in vigore del contratto di servizio 2024-2033 tra FAL e Regione Basilicata e sono stati inaugurati il 7 ottobre 2024 a Potenza e il 24 ottobre 2024 a Matera. I servizi non sono cadenzati e fino al 2026 non circoleranno treni di domenica e nei festivi.

Il servizio di Potenza

#### Calabria
In Calabria vi sono tre sistemi ferroviari metropolitani:
- Catanzaro, dove il servizio è costituito da due linee più una in costruzione.
- Cosenza, dove è attivo un servizio ferroviario urbano, gestito dalle Ferrovie della Calabria, in esercizio sulla tratta Cosenza Vaglio Lise-Cosenza Centro.
- Reggio Calabria, dove il servizio, denominato Tamburello, è una spola fra la stazione Centrale e quella di Melito di Porto Salvo.

La mappa del servizio a Reggio Calabria

#### Sicilia
In Sicilia dispongono di un simile servizio Palermo e Messina.
- Palermo è dotata di due linee servite con orari cadenzati. Una tratta si sviluppa lungo il percorso del passante ferroviario (una sorta di circonvallazione ferroviaria palermitana) La seconda tratta più breve all'interno del centro cittadino si sviluppa nel percorso dell'anello ferroviario. Le fermate urbane sono dotate di paline con la sigla . Non sono attive tariffe integrate con mezzi urbani automobilistici.
- A Messina, lungo parte della ferrovia Messina-Siracusa, dal 2010 è attivo un servizio ferroviario suburbano noto come Metroferrovia di Messina; gestito da RFI, il servizio interessa 10 fermate su 15 km interamente elettrificati e a doppio binario.

La mappa del servizio a Palermo
La mappa del servizio a Messina

#### Cagliari
In Sardegna per ora un servizio simile esiste solo a Cagliari, dove è costituito da una sola linea lunga 16 km.

Mappa del servizio attivo a Cagliari

#### In costruzione
- Campobasso, di prossima istituzione, è un servizio ferroviario metropolitano compreso tra Matrice, Campobasso e Bojano.
- Catania, il servizio metropolitano sarà attivo una volta ultimati i lavori che stanno interessando il passante ferroviario, il cui termine è previsto per il 2028.[8]
- Veneto.

### Stati Uniti d'America
Negli Stati Uniti d'America, i servizi ferroviari suburbani sono comunemente noti come Commuter rail ("ferrovia pendolare").
| Rete                            | Città e aree servite                                               | Apertura | N. linee | N. stazioni | Lunghezza |
| ------------------------------- | ------------------------------------------------------------------ | -------- | -------- | ----------- | --------- |
| A-train                         | Contea di Denton                                                   | 2011     | 1        | 6           | 34 km     |
| Altamont Corridor Express       | Contee di San Joaquin, Alameda e Santa Clara                       | 1998     | 1        | 10          | 137 km    |
| Caltrain                        | San Francisco e contee di San Mateo e Santa Clara                  | 1987     | 1        | 32          | 124,6 km  |
| Capital MetroRail               | Austin                                                             | 2010     | 1        | 9           | 51 km     |
| Coaster                         | San Diego                                                          | 1995     | 1        | 8           | 66 km     |
| FrontRunner                     | Contee di Weber, Davis, Salt Lake e Utah                           | 2008     | 1        | 17          | 142 km    |
| Linea Northstar                 | Minneapolis e contee di Hennepin, Anoka e Sherburne                | 2009     | 1        | 1           | 64 km     |
| Linea South Shore               | Chicago e contee di Lake, LaPorte e St. Joseph                     | 1908     | 1        | 19          | 140 km    |
| Long Island Rail Road           | New York e Long Island                                             | 1834     | 11       | 124         | 513 km    |
| Maryland Area Regional Commuter | Washington e Baltimora                                             | 1984     | 3        | 42          | 301 km    |
| MBTA Commuter Rail              | Boston                                                             | 1981     | 12       | 138         | 641 km    |
| Metra                           | Chicago                                                            | 1984     | 11       | 241         | 784,9 km  |
| Metro-North Railroad            | New York e Connecticut sud-orientale                               | 1983     | 3        | 122         | 620 km    |
| Metrolink                       | Contee di Los Angeles, Orange, Riverside, San Bernardino e Ventura | 1992     | 7        | 59          | 859 km    |
| Music City Star                 | Nashville                                                          | 2006     | 1        | 6           | 51 km     |
| New Jersey Transit Rail         | North Jersey, Central Jersey e Hudson Valley                       | 1983     | 12       | 164         | 852,9 km  |
| New Mexico Rail Runner Express  | Albuquerque e Santa Fe                                             | 2006     | 1        | 15          | 156 km    |
| RTD Commuter Rail               | Denver                                                             | 2016     | 2        | 9           | 47,82 km  |
| SEPTA Regional Rail             | Filadelfia                                                         | 1983     | 13       | 154         | 450 km    |
| Shore Line East                 | Connecticut sud-orientale                                          | 1990     | 1        | 14          | 144,5 km  |
| Sonoma-Marin Area Rail Transit  | Contee di Sonoma e Marin                                           | 2017     | 1        | 10          | 69 km     |
| Sounder                         | Seattle                                                            | 2000     | 2        | 12          | 134 km    |
| Sprinter                        | Oceanside e Escondido                                              | 2008     | 1        | 15          | 35 km     |
| SunRail                         | Orlando                                                            | 2014     | 1        | 12          | 51 km     |
| TEXRail                         | Fort Worth                                                         | 2019     | 1        | 9           | 43,8 km   |
| Tri-Rail                        | Miami, Fort Lauderdale e West Palm Beach                           | 1989     | 1        | 18          | 114,1 km  |
| Trinity Railway Express         | Dallas-Fort Worth Metroplex                                        | 1996     | 1        | 10          | 54,7 km   |
| Virginia Railway Express        | Washington e Virginia settentrionale                               | 1992     | 2        | 19          | 145 km    |
| WES Commuter Rail               | Beaverton, Tigard, Tualatin e Wilsonville                          | 2000     | 1        | 5           | 23,7 km   |

### Altri stati
Altri stati e altre città del mondo hanno adottato un proprio sistema di treni suburbani. Tra questi:
- Spagna: Cercanías
- Brasile: Trem suburbano
- Canada, Australia, Malaysia, Nuova Zelanda: Commuter rail
- Russia: Električka
- Mosca: Diametri centrali di Mosca
- Grecia: Proastiakós
- Belgrado (Serbia): BG VOZ
- Bratislava (Slovacchia): Rýchlodráha
- Belgio: Train S/S-Trein
- Budapest (Ungheria): BHÉV
- Copenaghen (Danimarca): S-tog
- Danzica (Polonia): SKM
- Dublino (Irlanda): Dublin Area Rapid Transit
- Göteborg (Svezia): Pendeltåg
- Helsinki (Finlandia): Lähiliikenne
- Istanbul (Turchia): S-Tcdd
- Liverpool (Regno Unito): Merseyrail
- Londra (Regno Unito): Overground ed Elizabeth Line
- Mumbai (India): S-Mrvc
- Newcastle upon Tyne (Regno Unito): metropolitana del Tyne and Wear
- Parigi (Francia): Réseau express régional
- Praga (Repubblica Ceca): Esko
- Stoccolma (Svezia): Pendeltåg
- Tallinn (Estonia): Elektriraudtee
- Varsavia (Polonia): SKM e WKD